# 1682
1682 (MDCLXXXII) je bilo navadno leto, ki se je po gregorijanskem koledarju začelo na četrtek, po 10 dni počasnejšem julijanskem koledarju pa na nedeljo.

## Dogodki
- Cavalier de la Salle zavzame današnjo Louisiano in jo poimenuje po Ludviku XIV.

## Smrti
- 12. julij - Jean-Felix Picard, francoski astronom, duhovnik (* 1620)
- 16. september - Jamasaki Ansai, japonski konfucijanski in šintoistični filozof (* 1619)

Neznan datum
- Evlija Čelebi, turški raziskovalec ( * 1611)
- Konstantin Șerban, vlaški in moldavski knez (* ni znano)
- Ngawang Lobsang Gyatso, peti dalajlama (* 1617)